# Ratas dos Corieltáuvos
Ratas dos Corieltáuvos (em latim: Ratae Corieltauvorum) ou Ratas (em latim: Ratae) foi uma cidade na província romana de Britânia. Hoje é conhecido como Leicester, localizado no condado Inglês de Leicestershire.